# Lago do Amapá
El Lago do Amapá es un lago de Brasil que se encuentra en la margen derecha del río Acre, un importante afluente del río Purús, cerca de la capital del estado de Acre, la ciudad de Río Branco.
En la parte suroccidental del Amazonas, está marcado por las cuencas de los ríos Río Juruá, Purus y Madeira, donde son frecuentes los lagos con forma de herradura. El lago de Amapá es uno de esos, y se formó hace más de 40 años, por un meandro abandonado del río Acre. Se trata de un cuerpo de agua abierto, poco profundo, de unos 6 km de largo, que tiene una rica fauna y flora. Sus márgenes se muestran rodeados en su totalidad por una densa selva tropical .